# Arthur Arz von Straußenburg
Arthur Albert Arz von Straußenburg, ab 1917 Baron Arz von Straußenburg (* 16. Juni 1857 in Hermannstadt, Kaisertum Österreich; † 1. Juli 1935 in Budapest, Königreich Ungarn), war ein österreichisch-ungarischer Berufsoffizier (zuletzt im Rang eines Generalobersten) und während des Ersten Weltkriegs 1917/18 Generalstabschef der k.u.k. Armee.

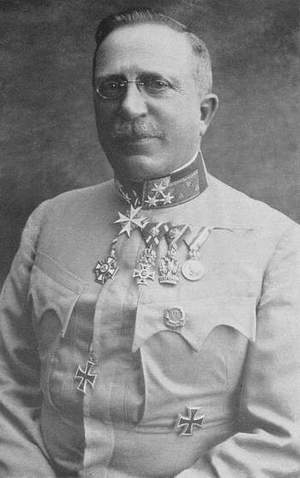
Arthur Arz von Straußenburg, 1917

## Herkunft und Jugend
Arthur Arz von Straußenburg, aus einer evangelischen Pfarrersfamilie stammend, wurde 1857 als Sohn des Postmeisters Karl Gustav Arz von Straußenburg (1831–1893) und dessen Ehefrau Louise geb. Pfaffenhuber in Hermannstadt geboren. Die adelige Familie gehörte den Siebenbürger Sachsen, der deutschsprachigen Minderheit Siebenbürgens, damals Teil des Vielvölkerstaates Kaisertum Österreich, seit 1867 Österreich-Ungarn, an. Sein Vater war ein hochgeachteter Mann, der (wie später auch Baron Arz) dem ungarischen Magnatenhaus (Oberhaus) angehörte.
Die Schullaufbahn absolvierte der junge Arz in Dresden und Hermannstadt und schloss diese mit großem Erfolg ab. Danach beschloss er, Rechtswissenschaften zu studieren, leistete vorher jedoch Militärdienst als Einjährig-Freiwilliger. 1876/77 diente er als Leutnant der Reserve in einem ungarischen Feldjägerbataillon.

## Karriere als Berufsoffizier
Während dieser Zeit änderte Arz seine Berufspläne und trat ins gemeinsame Heer ein, um die Offizierslaufbahn einzuschlagen.
Von 1885 bis 1887 besuchte er die k.u.k. Kriegsschule in Wien und wurde anschließend wegen seiner hervorragenden Leistungen als Stabsoffizier dem Generalstab des Heeres zugewiesen. Bald wurde er zum Hauptmann befördert und 1895 dem neu ernannten Generaltruppeninspektor Feldzeugmeister Anton von Schönfeld als Adjutant zugewiesen, was er bis zu dessen Tod Anfang 1898 blieb. 1898 kehrte Arz in den Generalstab zurück, wo er bis auf wenige Ausnahmen bis 1908 bleiben sollte.
Im November 1908 verließ der zum Generalmajor beförderte Arz den Generalstab und übernahm das Kommando über die 61. Infanteriebrigade. Er galt damals als einer der vielversprechendsten und kompetentesten Offiziere des Heeres und erhielt Förderungen durch Erzherzog Eugen. 1912 übernahm er für kurze Zeit den Befehl über die 15. Infanterietruppendivision in Miskolc, ehe er 1913 zum Feldmarschallleutnant befördert und an das Kriegsministerium nach Wien versetzt wurde. Hier fungierte er als Sektionschef, dem Minister unmittelbar unterstellt.

## Erster Weltkrieg
Nach Ausbruch des Ersten Weltkriegs im Sommer 1914 blieb Arz noch einige Wochen im Kriegsministerium, ehe er Anfang September an die Ostfront abkommandiert wurde und kurzfristig die 15. Infanterie-Truppen-Division und kurz darauf das VI. Korps am San-Abschnitt übernahm. In Galizien machte er seine ersten Fronterfahrungen und zeichnete sich im Abschnitt der k.u.k. 4. Armee Anfang Dezember besonders in der Schlacht von Limanowa-Lapanow aus. Anfang Mai 1915 kämpfte er mit seinen Truppen im Verband der deutschen 11. Armee unter General August von Mackensen in der Schlacht von Gorlice-Tarnów und bei Grodek, danach stieß er während der Bug-Offensive bis nach Brest-Litowsk vor.

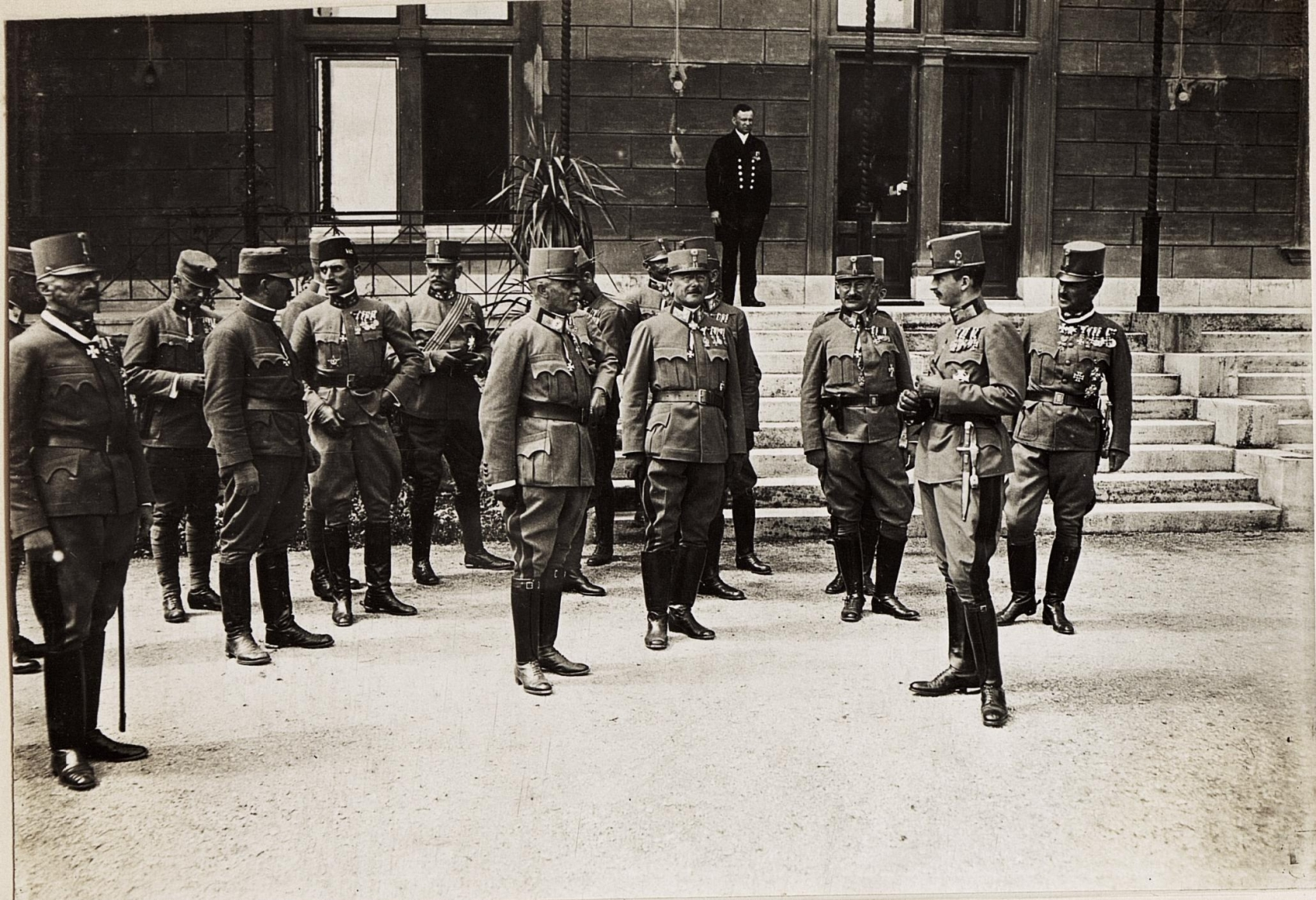
180. Promotion des Militär-Maria-Theresien-Ordens am 17. August 1917 in der Villa Wartholz, bei der Arz von Straußenburg das Kommandeurkreuz dieses Ordens erhielt

Im September 1915 zum General der Infanterie befördert, wurde sein Korps in die Bukowina verlegt und der 7. Armee bei Horodenka unterstellt. Während der Brussilow-Offensive im Juli 1916 von den Russen bei Butschatsch  angegriffen, rettete er sein Korps durch engen Anschluss an die deutsche Südarmee und konnte seine Stellungen im Raum Drohobycz stabilisieren.
Ende August 1916 geriet Österreich-Ungarn nach dem Kriegseintritt Rumäniens auf Seiten der Entente strategisch zunehmend unter Druck. Arz wurde nach Siebenbürgen versetzt und mit dem Oberbefehl der neuformierten 1. Armee beauftragt, um den Vorstoß der rumänischen Truppen in dieses Gebiet abzuwehren. Bei seiner Ankunft im Hauptquartier von Klausenburg (Cluj-Napoca) erklärte er: Ich bin ein Armeechef ohne Armee. In der Tat hatte die 1. Armee lediglich Divisionsstärke (rund 10.000 Mann) – ein Beweis für die überstrapazierten Ressourcen der Donaumonarchie. Durch Unterstützung der am Gebirgskamm Siebenbürgens aufmarschierenden deutschen 9. Armee unter General von Falkenhayn gelang es den Mittelmächten, die rumänische Invasion in der Schlacht von Kronstadt abzuwehren und schließlich zum Gegenangriff überzugehen. Aufgrund seiner Leistungen auf dem rumänischen Kriegsschauplatz gewann Arz die Anerkennung des Thronfolgers Erzherzog Karl.

### Generalstabschef 1917/1918

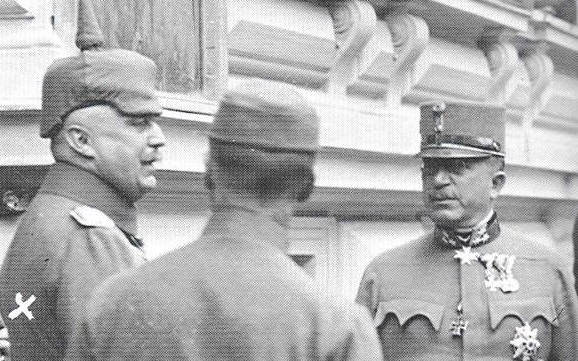
Arz (rechts) mit Erich Ludendorff

Als Kaiser und König Franz Joseph I. am 21. November 1916 starb, folgte ihm Karl I./IV. nach, der in den Wochen nach seiner Thronbesteigung sowohl die zivile als auch die militärische Führung austauschte. Karl übernahm am 2. Dezember 1916 persönlich den Oberbefehl über die gesamte bewaffnete Macht, den bis dahin Erzherzog Friedrich von Österreich-Teschen innegehabt hatte, geriet aber in der Folge in Konflikt mit dem an eigenständige Entscheidungen gewohnten Generalstabschef Conrad. Aufgrund dieser Differenzen enthob der Kaiser Conrad am 1. März 1917 seines Amtes und ernannte Arz am gleichen Tag zum Nachfolger.
Dieser kam umgehend ins Hauptquartier in Baden bei Wien und übernahm seine neue Funktion im Armeeoberkommando (AOK). Er legte einen völlig anderen Führungsstil an den Tag als der selbstbewusste, ehrgeizige Conrad. Arz war vielmehr ein loyaler Berater seines Monarchen in militärischen Fragen und verhielt sich in politischen Angelegenheiten neutral. Nach persönlichem Machtzuwachs strebte er nicht. Manfried Rauchensteiner beurteilte ihn als unpolitischen, unauffälligen und vor allem befehltreuen Mann.
Das Verhältnis des Generalstabschefs zur mächtigen deutschen Obersten Heeresleitung (OHL) unter Hindenburg und Ludendorff war weit harmonischer als das seines Vorgängers; Arz war Anhänger des Bündnisses und Bewunderer des deutschen Heerwesens. Infolgedessen gewann die deutsche OHL mehr Einfluss auf militärische Vorgänge der Doppelmonarchie; zunehmend ein Problem für die österreichisch-ungarischen Entscheidungsträger, insbesondere für den Monarchen selbst. Die Friedensbestrebungen Kaiser Karls wurden vom deutschen Verbündeten nicht unterstützt:

„Die Deutschen aber wollten keinen Frieden, sie wollten England auf die Knie zwingen und erklärten, daß sie binnen einigen Monaten mit klingendem Spiel in Paris einmarschieren würden. Der österreichisch-ungarische Generalstab war nicht dieser Meinung, konnte aber seinen Standpunkt gegenüber den Deutschen nicht durchsetzen. […] [Kaiser Karl] wollte die Beendigung des Krieges, der Tod jedes einzelnen Soldaten schmerzte ihn, und deshalb ist er vielfach mit anderen in Zusammenstoß geraten. Seit König Karl den Thron bestiegen hatte, mußten wir auf jeden Mann doppelt achtgeben.“

Jedoch führte die verstärkte deutsche Unterstützung auch zu militärischen Erfolgen im Sommer und Herbst des Jahres 1917 (Abwehr der Kerenski-Offensive und Sieg von Karfreit).

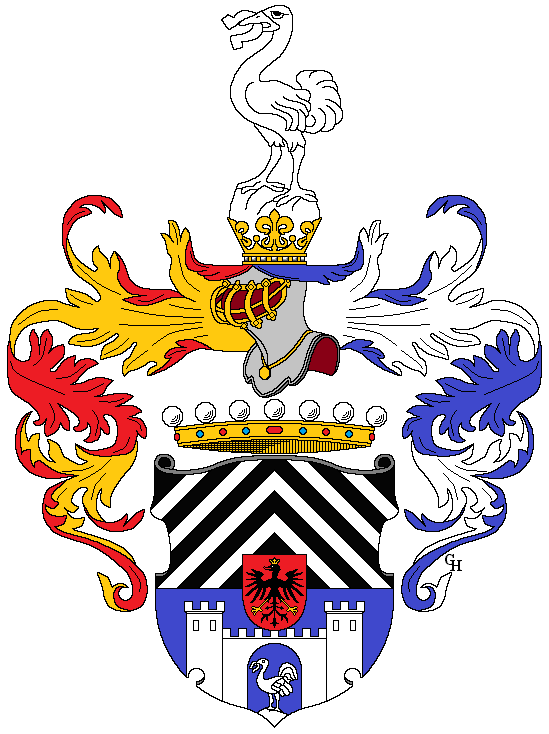
Wappen Arz von Straußenburgs, verliehen 1917 nach seiner Erhebung zum ungarischen Baron

Am 19. April 1917 als ungarischer Adeliger vom Monarchen mit der Baronswürde und am 17. August 1917 mit dem Militär-Maria-Theresien-Orden ausgezeichnet  sowie am 9. Februar 1918 zum Generaloberst befördert, plante Arz auf Druck der OHL im Sommer 1918 eine finale Schlacht gegen Italien. Doch die Planungen erwiesen sich als problematisch, da sowohl Feldmarschall Conrad als auch Feldmarschall Boroevic den Hauptstoß der Offensive führen wollten, was schließlich im Juni 1918 zum Scheitern der Aktion führte. Als Reaktion übernahm Arz die volle Verantwortung für das Scheitern und bot dem Kaiser seinen Rücktritt an, was dieser ablehnte.
Arz bestritt in seiner Biografie später österreichisch-ungarische Expansionsbestrebungen. Eroberungen hätten das „zur Not“ aufrechterhaltene Gleichgewicht gestört. Der Bestand der Monarchie sei durch Veränderung ihrer Zusammensetzung im Zuge von Annexionen vom Verfall bedroht gewesen, weshalb der alleinige Kriegszweck die Erhaltung der Monarchie gewesen sei.
Intern vertrat er in einem Schreiben vom Juli 1918 an Außenminister Burián eine andere Position:

„Der Sieger hat das Recht, die Folgen seines Sieges nach seinem Urteil und seinem Gutdünken aufzustellen. Und die Sieger auf der Balkanhalbinsel sind wir ... Hand in Hand mit unseren Kriegszielen auf dem Balkan geht die Lösung der jugoslawischen Frage. Sie wird gelöst werden müssen, was, meiner Ansicht nach, vollständig nur im Rahmen der Monarchie möglich ist. Ich kann die Beseitigung der großserbischen Gefahr nur darin erblicken, dass ein selbständiger serbischer Nationalstaat nicht wieder erstehen darf und dass die Monarchie dieses Volk in ihren Verband einverleibt. Nur diese radikale Lösung der Frage kann die Monarchie vor neuen Krisen und Verwicklungen sicherstellen.“

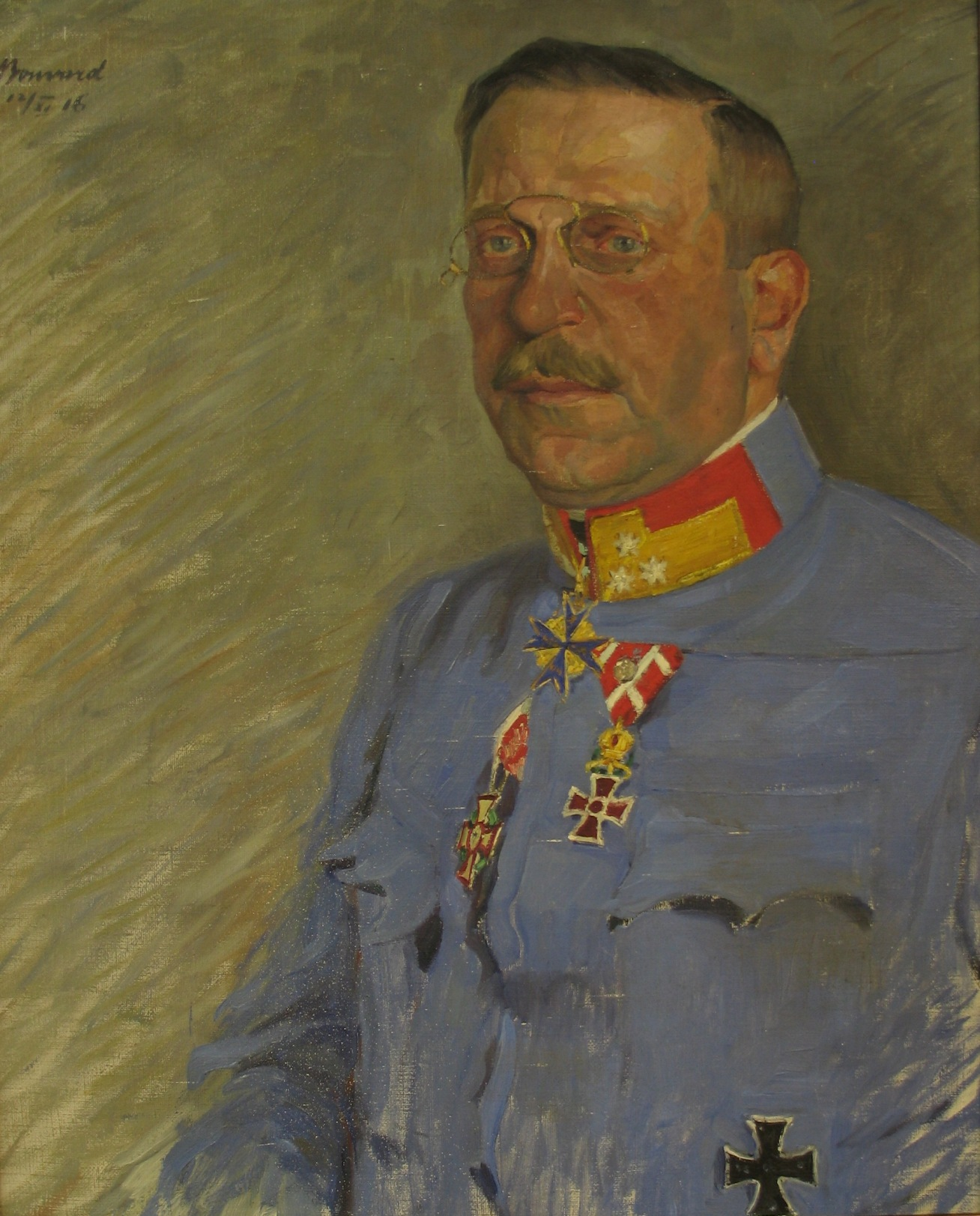
Arz von Straußenburg, Porträt von Hugo von Bouvard (Wien, Heeresgeschichtliches Museum)

Arz wollte den Status Albaniens als befreundetes neutrales Ausland in den Status eines feindlichen und eroberten Gebietes umwandeln, vor allem, um mehr Requirierungsmöglichkeiten im Lande zu haben. Er forderte am 21. Juli 1918 von Burián ein Äquivalent für die unverhältnismäßig großen Opfer an Personal und Material für die Besetzung Albaniens. Dieses Äquivalent könne aber unmöglich in einem Protektorat gesehen werden. Albanien muss als selbständiger Staat unmittelbare Grenzen an die Monarchie erhalten und durch staatsrechtliche Bindungen mit diesem aufgebaut werden. Da nach Meinung von Arz der Sieger auf der Balkanhalbinsel die Monarchie sein werde, liege es an ihr, die Zukunft durch vorwegnehmende Maßnahmen jetzt schon in bestimmte Bahnen zu lenken.

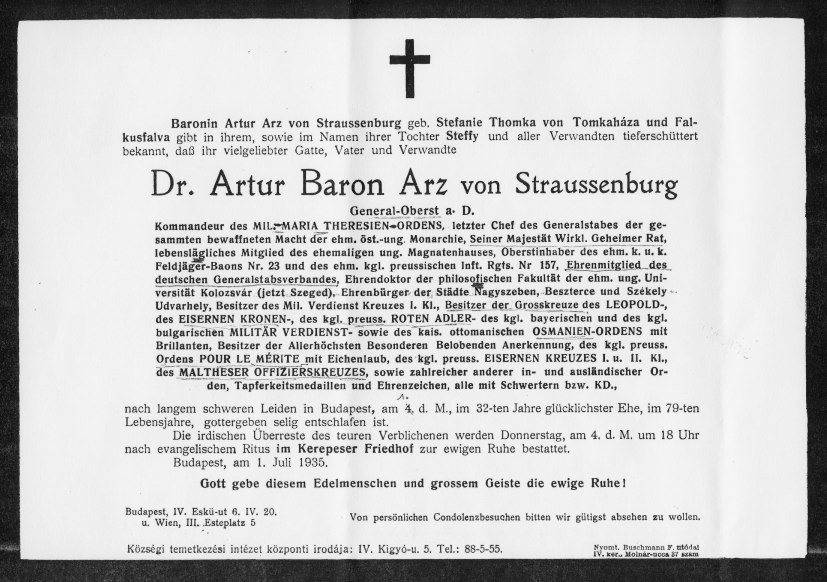
Todesanzeige für Artur Baron Arz von Straußenburg

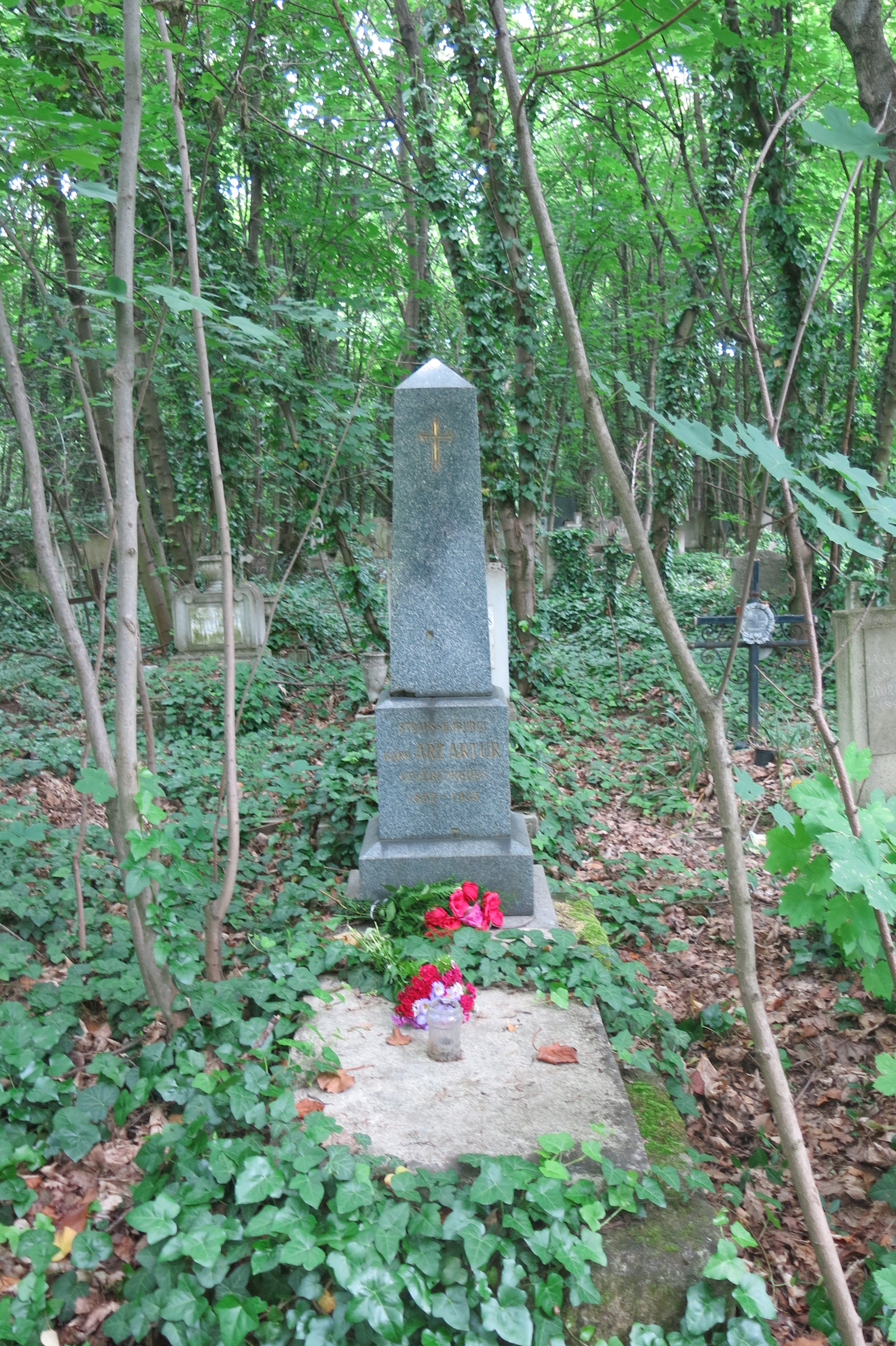
Grab von Arz von Straußenburg auf dem Budapester Neuen Friedhof

Arz befürwortete sogar ein Protektorat der Monarchie in Armenien. Er sah in der Entsendung schwacher österreichisch-ungarischer Kräfte nach dem Kaukasus keinen Nachteil für die Monarchie. Ein Engagement im Kaukasus schien sowohl dem Großmachtprestige als auch den Wirtschaftsinteressen der Monarchie förderlich zu sein; - vor allem die Sicherung eines Anteils am Erdöl von Baku. Arz erklärte sich am 9. August bereit, in Anbetracht der großen Bedeutung der Rohstoffgewinnung aus dem Kaukasus zwei bis drei Bataillone nach Armenien zu entsenden.
Doch dazu kam es aufgrund des Kriegsverlaufs nicht mehr. Die Entente hatte nach dem Kriegseintritt der USA die Oberhand gewonnen und Ende Oktober 1918 zerbrach die österreichisch-ungarische Realunion, die Frontarmee löste sich auf. Arz erklärte, die Armee könne den Krieg nicht mehr fortsetzen und riet Karl I. zum Waffenstillstand, um unnötiges Blutvergießen zu verhindern. Der Kaiser legte den Oberbefehl in der Nacht zum 3. November nieder und wollte Arz zu seinem Nachfolger ernennen. Doch dieser lehnte es ab für die Unterzeichnung des Waffenstillstands verantwortlich sein, der den deutschen Bündnispartner bedrohte und bat den Kaiser, an seiner statt Feldmarschall Kövess zum Oberbefehlshaber zu ernennen, was dieser auch tat.
Am 3. November 1918 trat der Waffenstillstand von Villa Giusti unter chaotischen Umständen in Kraft, wodurch fast 350.000 österreichische Soldaten in italienische Kriegsgefangenschaft gerieten.

## Nach dem Krieg
Nach Kriegsende wurde die ehemalige k.u.k. Armee vom Monarchen am 6. November 1918 demobilisiert und löste sich vollends auf. Arz nahm seinen Abschied vom aktiven Dienst und ließ sich gezwungenermaßen in Wien nieder (er wohnte nach Lehmanns Adressbuch: 3., Esteplatz 5). Seine siebenbürgische Heimat war inzwischen rumänisches Territorium geworden, und Rumänien verweigerte ihm als ehemaligem Kriegsgegner die Rückkehr.
Staatsrechtlich war Arz ungarischer Bürger, doch sowohl Ungarn als auch Rumänien verweigerten ihm Pensionszahlungen, weshalb er trotz Spenden und Zuwendungen aus einem Fonds ehemaliger Offiziere in ärmlichen Verhältnissen leben musste. Erschwerend kam hinzu, dass er einen Prozess durchstehen musste, an dessen Ende er jedoch freigesprochen wurde. Man machte Arz den Vorwurf, nach dem Waffenstillstand den Feuereinstellungsbefehl an der italienischen Front zu früh gegeben zu haben, so dass noch viele österreichische Soldaten in italienische Gefangenschaft gerieten.
Erst 1926 änderte sich seine finanzielle Lage, als er das Pensionsangebot Ungarns annahm, das jedoch mit der Auflage verbunden war, die Pension immer persönlich in Budapest abzuholen.
In Wien verfasste er seine Memoiren und Kriegserlebnisse ohne Selbstrechtfertigung oder politische Ansichten. Während eines Aufenthalts in Budapest, um seine Pension einzulösen, erlitt er einen Herzinfarkt und verstarb am 1. Juli 1935. Er wurde mit höchsten militärischen Ehren auf dem Kerepescher Friedhof in Budapest beigesetzt. Später wurden seine sterblichen Überreste auf den Budapester Neuen Friedhof überführt, wo sich sein Grab noch heute befindet.

## Schriften
- Zur Geschichte des Großen Krieges 1914–1918. Aufzeichnungen. Rikola-Verlag, Wien 1924 (Nachdruck der Originalausgabe: Akad. Druck- u. Verl. Anst. Graz 1969).
- Kampf und Sturz der Kaiserreiche. Verlag Günther, Wien 1935.